# 村上国吉

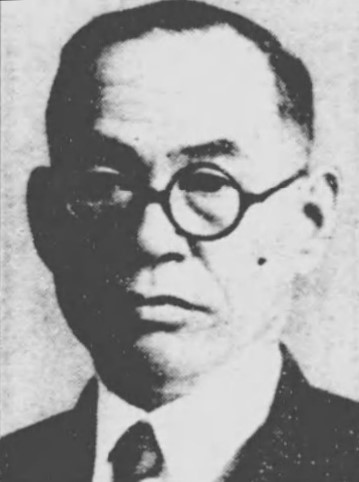
村上国吉

村上 国吉（村上 國吉、むらかみ くにきち、1876年（明治9年）1月1日 - 1957年（昭和32年）12月13日）は、日本の農業技術者、政治家。衆議院議員。旧姓・大道。

## 経歴
京都府何鹿郡吉美村（現綾部市）で大道嘉右衛門の二男として生まれる。1898年、大阪府立農学校を卒業。1899年、村上三郎兵衛の長女のへ の入夫となり村上に改姓した。
農事試験場技手、農事巡回教師兼農事試験場長、県立熊本農業学校教諭を経て、村上農園を設立しその経営を行った。その他、何鹿郡農会長、京都府農会副会長、帝国農会評議員、農地開発営団評議員、何鹿郡畜産同業組合長、同郡米穀同業組合長、同郡養蚕業組合長、京都府養蚕業組合連合会議員を務めた。
政界では、何鹿郡会議員、同議長、綾部町会議員、京都府会議員、同参事会員を歴任。1924年5月、第15回衆議院議員総選挙で京都府第六区から出馬して当選。以後、第16回、第17回、第19回、第20回総選挙で当選。1942年4月の第21回総選挙では翼賛政治体制協議会の推薦を受けて当選し、衆議院議員を通算六期務めた。この間、阿部内閣・農林政務次官、大政翼賛会京都府支部常務、翼賛政治会政調農林委員、同兼内務委員などを務めた。
戦後、公職追放となり、1951年に追放解除。追放解除後は政界に復帰することはなかった。1957年に死去。